# Antonio González Calderón
Antonio González Calderón (Melilla, 1915 - 3 d'octubre de 2006) fou un periodista, dramaturg i guionista espanyol, pare del també periodista Javier González Ferrari.

## Biografia
Amb disset anys es va integrar al món de la ràdio i no va abandonar la seva carrera fins a la jubilació. Va ser guionista, realitzador i autor de programes radiofònics, la majoria d'ells a la Cadena SER a la que va estar vinculat des de molt jove i on se'l considera pare d'actors.

### Postguerra
Finalitzada la Guerra Civil espanyola, va impulsar l'espai Teatro del aire (1942) a les ones de la Cadena SER, on s'interpretaven obres de teatre clàssic i a través del qual es va forjar el mític quadre d'actors de Radio Madrid, pel qual van desfilar algunes de les veus més representatives de la història de la radiodifusió a Espanya, com Juana Ginzo o Matilde Conesa.
En plena dictadura franquista una època de censura rampant en els mitjans de comunicació i amb monopoli informatiu cedit a la cadena pública Radio Nacional de España, va saber també esquivar les dificultats, engegant el magazín Matinal SER, espai on sota un format de varietats, de forma tímida donava a conèixer als espanyols algunes notícies de caràcter polític.

### Informació pública
El 1972 va aprofitar la primera autorització del règim per a l'emissió privada de continguts d'informació general amb la creació del programa Hora 25 llavors presentat per Manuel Martín Ferrand.

## Premis i reconeixements
Antonio González Calderón va rebre el Premi Ondas en dues ocasions: el 1954, en la seva primera edició, per la seva tasca en la direcció de programes de ràdio; i el 1999, al que no va poder acudir per la seva avançada edat.